# Geotrygon carrikeri
Geotrygon carrikeri là một loài chim trong họ Columbidae.